# آزار و اذیت مسیحیان در امپراتوری روم

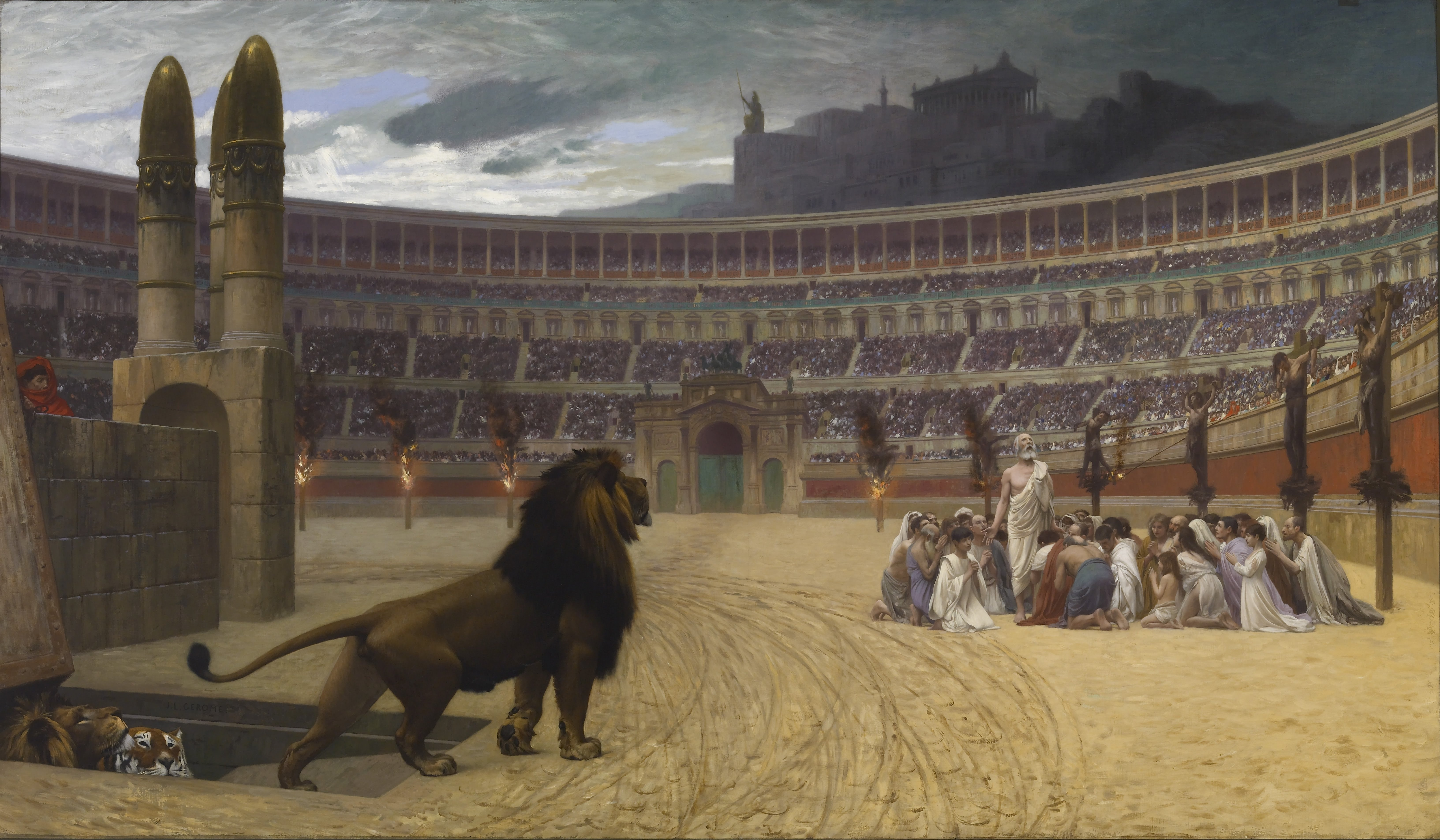
آخرین دعای شهدای مسیحی، نقاشی ژان لئون ژروم (۱۸۸۳)

آزار و اذیت مسیحیان در امپراتوری روم آزار و اذیت دینی ضد مسیحی بود که به‌طور پراکنده و معمولاً محلی، در سراسر امپراتوری روم، از قرن اول پس از میلاد آغاز و در قرن چهارم به پایان رسید. از دلایل این آزارها این بود که یک امپراتوری چندخداپرستی و دارای سنت‌های مذهبی باستانی روم و هلنیستی، با فرقه مسیحیت، در تضاد ایدئولوژیک قرار گرفت. اعمال پیگنیسم مانند قربانی کردن برای امپراتوران یا خدایان دیگر برای مسیحیان منفور بود زیرا در اعتقادات آنها بت‌پرستی ممنوع بود. دولت و دیگر اعضای جامعه مدنی مسیحیان را به دلیل خیانت، جنایات شایعه شده مختلف، تجمع غیرقانونی و معرفی یک فرقه بیگانه که از خارج به روم وارد شده مجازات می‌کردند.
اولین، آزار و اذیت مسیحیان در امپراتوری روم در زمان امپراتور نرون (حک. ۵۴–۶۸) در روم رخ داد. آزار و اذیت عمومی تری در زمان سلطنت مارکوس آئورلیوس (حک. ۱۶۱–۱۸۰) روی داد. پس از یک آرامش، آزار و اذیت تحت فرمان امپراتورها دقیانوس (حک. ۲۴۹–۲۵۱) و تربونیانوس گالوس (حک. ۲۵۱–۲۵۳، آزار و اذیت دقیانوس رخ داد که به ویژه گسترده بود. آزار و اذیت امپراتور والرین (حک. ۲۵۳–۲۶۰) با اسارت او توسط شاپور یکم حک. ۲۴۰–۲۷۰ در نبرد ادسا در طول جنگ‌های ایران و روم شاهنشاهی ساسانی متوقف شد. جانشین او گالینوس (حک. ۲۵۳–۲۶۸) آزارها را متوقف کرد.
«آگوستوس» دیوکلتیان (حک. ۲۸۳–۳۰۵) آزار و اذیت دیوکلتیانی، آزار و شکنجه عمومی نهایی مسیحیان را آغاز کرد، تا در بخش‌هایی از امپراتوری اجرا شود. سرانجام اگوستوس گالریوس (حک. ۳۱۰–۳۱۳) فرمان سردیکا را صادر کرد و اگوستوس ماکسیمینوس دایا (حک. ۳۱۰–۳۱۳) رقیب کنستانتین بزرگ نیز درگذشت. پس از آنکه کنستانتین بزرگ (حک. 306–337) رقیب خود ماکسنتیوس (حک. 306–312) را در نبرد پل میلویو در اکتبر ۳۱۲ شکست داد، او و امپراتور همکارش لیسینیوس فرمان میلان (۳۱۳) را صادر کردند که آزادی مذهبی را بر همه ادیان، از جمله مسیحیت، اجازه می‌داد.
به صورت پراکنده و معمولاً محلی، در سراسرامپراتوری روم، از قرن اول پس از میلاد و پایان یافتن به قرن چهارم رخ داد. در اصل یک امپراتوری چندخداپرستی در سنت‌های دین در روم باستان و دین هلنیستی، با گسترش مسیحیت از طریق تاریخ‌نگاری مسیحیت امپراتوری روم، با فرقه امپراتوری روم وارد تضاد ایدئولوژیک شد. اعمال مشرکان مانند قربانی کردن برای امپراتوران خدایی یا خدایان دیگر برای مسیحیان نفرت‌انگیز بود زیرا اعتقادات آنها بت‌پرستی را ممنوع می‌کرد. دولت و دیگر اعضای جامعه مدنی مسیحیان را به دلیل خیانت، جنایات شایعه شده مختلف، اجتماعات غیرقانونی و معرفی یک فرقه بیگانه که منجر به ارتداد رومی شد، مجازات می‌کردند.

## مدارا و آزار مذهبی در امپراتوری روم

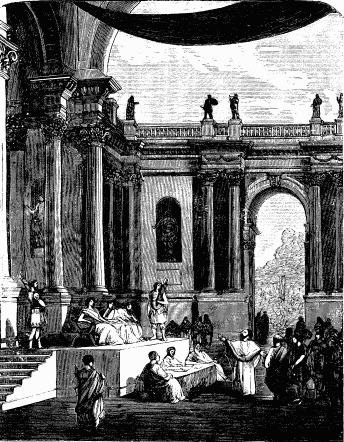
"تالار رومی عدالت"، تاریخ مردمان جوان رم، ۱۸۷۸

امپراتوری روم وسعت خود را با زور به دست آورد اما برای کنترل چنین امپراتوری وسیعی، نیاز به جلب همکاری مردم تابع خود داشت و این کار را به روش‌های گوناگون انجام داد. روم به جای مجازات کشورهای تسخیر شده، اغلب با آنها به عنوان متحد رفتار می‌کرد و آنها را تشویق می‌کرد تا در شکوه و ثروتمند ساختن امپراتوری شرکت کنند. دین در روم باستان شامل بسیاری از خدایان اصلی و فرعی بود که در فوق آنها خدای آسمان، ژوپیتر قرار داشت. در باور رومیان، نوعی قرارداد بین مردم و خدایانشان وجود داشت به این معنی که در ازای انجام مراسم مذهبی، خدایان، آنچه مورد نیاز زندگی رومیان بود، سعادت، سلامتی و موفقیت نظامی را تضمین می‌کردند. مانند رومیان، تقریباً همه مردمان تسخیر شده نیز چندخداپرست بودند. آنها خدایان خود را می‌پرستیدند و فکر می‌کردند این خدایان از آنها محافظت می‌کنند. از آنجایی که آنها معتقد بودند که مردمان دیگر نیز خدایان خود را دارند، شرکت در جشنواره‌های بزرگداشت خدایان رومی را نسبتاً آسان می‌یافتند و موضوع صرفاً احترام به رومیان بود. با گذشت زمان، خدایان مردمان دیگر در میان رومیان محبوبیت زیادی پیدا کردند. رومی‌ها در واقع خدایان یونان را با خدایان خود یکی می‌دانستند. برای مثال، ژوپیتر و زئوس به عنوان یک خدا در نظر گرفته می‌شدند. آنها معتقد بودند که این خدایان در تأسیس تمدن روم نقش داشته‌اند و اینکه آنها به شکل‌گیری رویدادهای زندگی مردم به صورت روزانه کمک می‌کنند. هر شرایط مساعد یا نامطلوب در زندگی را رومیان به خلق و خوی خدایان معین نسبت می‌دادند، بنابراین مردم نیز برای شکرگزاری یا تلاش برای آرام کردن خلق و خوی خدایان، به آنها هدایایی اهدا می‌کردند. برخلاف بسیاری از سنت‌های مذهبی یا مذهبی توحیدی، خدایان رومی توجه کمی به اخلاق مردم روم داشتند. در عوض، دغدغه اصلی آنها ادای احترام به خدایان از طریق مناسک بسیار خاص بود.
فال‌بینان رومی خواست خدایان را می‌خواندند و بر علامت‌گذاری مرزها به‌عنوان بازتابی از نظم جهانی نظارت می‌کردند، بنابراین توسعه‌طلبی را به‌عنوان یک امر الهی تأیید می‌کردند. از آنجایی که رومیان سلطه خود را در سراسر جهان غرب گسترش دادند، سیاست آنها به‌طور کلی جذب خدایان و آیین‌های مردمان دیگر بود نه تلاش برای ریشه کن کردن آنها، زیرا آنها معتقد بودند که حفظ سنت، موجب ثبات اجتماعی می‌شود. تقریباً برای هزار سال رومیان در حال گسترش قلمروی خود بودند. مشروعیت در روم باستان پیروزی در نبرد بود زیرا این ثابت می‌کرد که خدایان با رومیان هستند و خدایان حق بودند.
در روم باستان هیچ باور ثابت یا اجباری در مورد زندگی پس از مرگ وجود نداشت. فایده ای که از ستایش خدایان رومی می‌شد مربوط به زمان حیات و در زندگی کنونی بود. رومیان در پرستش خود از خدایان خواستار یک نبرد موفق، یک ازدواج موفق یا یک تولد موفق بودند و هیچ مفهومی از رستگاری وجود نداشت. بسیاری از رومیان بر این باور بودند که جاودانگی ناشی از حضور یک فرد در قلب و ذهن کسانی است که آنها را ترک کرده‌اند. این عقیده وجود داشت که پس از مرگ همه چه قدیس یا گناهکار به یک مکان در «جهان زیرین» که توسط هادس اداره می‌شود در آن سوی رودخانه استوکس می‌روند.
در اوج امپراتوری، پرستش خدایان بین‌المللی متعددی در روم رواج پیدا کرد. ایزیس از مصر، اپونا از سلت، و خدایان یگانه‌گرایی خورشید مانند میترا و سول اینویکتوس، که تا شمال بریتانیای روم پرستش می‌شدند. رومی‌هایی که به‌طور فزاینده ای اجدادی از جاهای دیگر امپراتوری داشتند، جذب دین‌های اسرارآمیز یونانی-رومی وارداتی می‌شدند. این دین‌ها آغازگر باور به رستگاری در زندگی پس از مرگ بودند. آیین ایزیس، الهه مصری، در آغاز قرن اول امپراتوری را فرا گرفت. آیین میترا، خدای خورشید ایرانی، برای سربازان محبوبیت خاصی پیدا کرد (و برای امپراتوری مفید بود زیرا شجاعت را آرمانی می‌کرد). رومی‌ها به‌طور کلی این فرقه‌ها را تحمل می‌کردند، اما استثناهایی هم وجود داشت. جمعیتی که دیونیسوس، خدای یونانی مرتبط با شراب و مستی را جشن می‌گرفتند، چنان غیرقابل کنترل و یاغی شدند که روم برای مدتی این فرقه را سرکوب کرد. اما در عرض چند سال، روم تسلیم شد و اجازه داد تا زمانی که بیش از پنج نفر در هر زمان عبادت نکنند. هنگامی که کاهنی از آیین ایزیس یک زن بیگناه رومی را اغوا کرد، امپراتور روم تیبریوس (۴۲ پیش از میلاد – ۳۷ پس از میلاد) دستور داد معبد ویران شود و کاهنان آن را اعدام کنند. اما امپراتور بعدی یک بار دیگر این فرقه را مجاز کرد. ادیانی که روم با آنها بیشترین مشکل را داشت، یکتاپرستی بود - یهودیت و مسیحیت. از آنجا که این ادیان معتقد بودند که فقط یک خدا وجود دارد، آنها پرستش خدایان دیگر را ممنوع کردند. اعضای آنها از ارائه پیشکش به خدایان رومی یا شرکت در جشن‌های مذهبی رومی خودداری می‌کردند که روم آن را نشان دادن وفاداری می‌دانست.
رومیان سپس با عقاید مسیحیت آشنا شدند که همه مردم در نظر خدا برابر هستند و زندگی پس از مرگ در بهشت شگفت‌انگیز است و باید منتظرش بود، بنابراین طبیعتاً اولین نوکیشان مسیحیت برده‌ها و زنان، محروم‌ترین اعضای جامعه بودند – آنها احساس می‌کردند که در این دین مهم و هم پایه با ارباب یا شوهر خود هستند.

### رفتار روم با یهودیان
در سال ۶۳ قبل از میلاد، رومیان یهودیه، سرزمین یهودیان را فتح کردند. روم بلافاصله متوجه شد که مشکلی دارد زیرا یهودیان از ادای احترام به خدایان رومی خودداری می‌کردند. روم تسلیم شد و یهودیان را از این الزام معاف کرد. روم این کار را تا حدی به این دلیل انجام داد که یهودیان چندین سال قبل به ژنرال رومی ژولیوس سزار کمک کرده بودند تا در نبرد مهمی پیروز شود. به زودی روم یهودیت را به عنوان یک دین قانونی به رسمیت شناخت و به یهودیان اجازه داد تا آزادانه عبادت کنند.
اما روم به یهودیان بدگمان می‌نگریست و آنها را در موارد متعدد مورد آزار و اذیت قرار می‌داد. یکی از جدی‌ترین درگیری‌ها بین روم و یهودیان در استان رومی یهودیه در سال ۶۶ پس از میلاد زمانی که نرون امپراتور بود آغاز شد. فرماندار رومی تصمیم گرفت مقدار زیادی پول از خزانه معبد بزرگ اورشلیم را مصادره کند. او مدعی شد که مالیات‌هایی که امپراتور دارد را جمع‌آوری می‌کند. یهودیان شورش کردند و به سربازان رومی در سایر نقاط استان روم حمله کردند. نرون سه لژیونر را برای سرکوب شورش فرستاد. تا تابستان سال ۶۸، روم کنترل خود را بر بیشتر استان یهودیه بازگرداند. دو سال بعد ۷۰ میلادی، رومیان اورشلیم را پس گرفتند و معبد دوم اورشلیم، مرکز دین یهود را ویران کردند. جنگ برای چند سال دیگر ادامه یافت تا اینکه قلعه زیلوت‌ها در ماسادا سقوط کرد.
در پی این شورش، روم سعی کرد با بیرون راندن یهودیان به نقاط مختلف امپراتوری، از قیام‌های بیشتر جلوگیری کند. اما یهودیان در دو شورش ناموفق دیگر قیام کردند. اولین مورد در سال‌های ۱۱۵–۱۱۶ در چندین شهر خاورمیانه رخ داد. دومی در اورشلیم در سال ۱۳۱ زمانی که امپراتور هادریان اعلام کرد که زیارتگاهی برای ژوپیتر در محل معبد بزرگ ویران شده خواهد ساخت. رومیان پس از درهم شکستن سومین شورش به نام شورش بارکوخبا، یهودیان را در سراسر امپراتوری پراکنده کردند. اما یهودیت در امپراتوری روم به عنوان یک دین قانونی باقی ماند.

## گسترش مسیحیت
پطرس (یا شمعون ۶۴ یا ۶۷ میلادی) و پولس رسول (مرگ ۶۴/۶۵) که از حواریون مسیح بودند، در زمان سلطنت نرون (زادهٔ ۳۷ میلادی، درگذشتهٔ ۶۸ میلادی) به قصد گسترش مسیحیت در سراسر امپراتوری سفر کردند. در قرن اول و دوم، اکثر مردم امپراتوری روم چندین خدا را به‌طور همزمان می‌پرستیدند. وقتی آنها دربارهٔ مسیحیت شنیدند، لزوماً فکر نمی‌کردند که پرستش عیسی مسیح به این معنی است که باید از پرستش خدایان دیگر خود مانند ژوپیتر، آپولون و ونوس دست بردارند. ادوارد واتس می‌گوید، در عوض، بسیاری با اضافه کردن عیسی به گروه خدایان که قبلاً آنها را می‌پرستیدند، مسیحیت را پذیرفتند. یکی از مهم‌ترین محورهای مسیحیت اخلاق و احسان نسبت به سایر انسان‌ها بود. این جنبه به ویژه برای ضعیفان و مستضعفان جذاب بود. یکی دیگر از وعده‌های مهم مسیحیت، پاداش‌های آسمانی در زندگی پس از مرگ در نتیجه اعمال نیک زمینی بود. این آموزش با نظر اکثر ادیان قبلی رومی که مفهوم زندگی پس از مرگ را پوشش نداده بود متفاوت بود. مسیحیت برخلاف تبدیل شدن به خاک یا روح سرگردان پس از مرگ، جاودانگی در بهشت را به انسان نوید می‌داد.
در پایان قرن دوم، حدود ۲٫۵ یا ۳ میلیون مسیحی، یا به عبارت ساده، از هر ۲۰ نفر، یک نفر مسیحی وجود داشت. در این زمان مقام‌های روم البته پاگان (غیر یهودی و مسیحی) بودند زیرا رهبرانی که تحت یک سیستم به قدرت رسیده‌اند، صرف نظر از اعتقادهای شخصی یا تقوای خود، به ندرت مشتاق دیدن تغییرات اساسی در جامعه هستند که ممکن است بر جایگاه آنها تأثیر بگذارد. علاوه بر این، بیشتر مردم همچنان فکر می‌کردند که دلایلی برای ترویج مذاهب سنتی و از بین بردن مخالفت‌های کاملاً متفاوت وجود دارد. مردم به‌طور گسترده بر این باور بودند که خدایان می‌توانند مزایای بزرگی را نه تنها برای افراد بلکه برای امپراتوری فراهم کنند. بسیاری از رهبران رومی نیز چنین فکر می‌کردند. همان‌طور که جنبش مسیحی به‌طور فزاینده ای شناخته شد، تهدید سنت‌های رومی در واقع بسیار جدی گرفته شد. در طول قرن‌های اول و دوم، آزار و اذیت مسیحیان در امپراتوری روم به‌طور پراکنده و مختص منطقه ای بود و نه در سراسر امپراتوری.

### نگرش اولیه نسبت به مسیحیت
روم دلایل خوبی برای تحمل دین یهود داشت. اولاً، این یک دین جا افتاده و با سابقه طولانی بود. مهم‌تر از همه، روم می‌خواست مردم یهودیه را از شورش بازدارد. هیچ‌یک از این دلایل در مورد مسیحیت صدق نمی‌کرد. این شاخه جدید دین یهود در ابتدا در میان مردم یهود حمایت چندانی نداشت. در واقع، اگر روم آن را سرکوب می‌کرد، بسیاری از یهودیان خوشحال می‌شدند. در حدود سال ۳۰ میلادی پونتیوس پیلاطس از سوی امپراتور تیبریوس (حکومت ۱۴ تا ۳۷ میلادی) برای حکومت بر یهودیه منصوب شده بود. در همین زمان قیافا یکی از بانفوذترین مردان اورشلیم بود. او قبلاً ۱۸ سال به عنوان کاهن اعظم معبد در منصبش مانده بود، و اتحادی قوی با قدرت اشغالگر روم ایجاد کرده بود. داستان محاکمه و به صلیب کشیدن عیسی از زمانی شروع می‌شود که عیسی یاغی سوار بر الاغی به اورشلیم وارد می‌شود و عمداً عملاً همان پیشگویی که در کتاب مقدس عبری دربارهٔ آمدن مسیح تصویر شده بود را انجام می‌دهد. عیسی روز بعد به معبد بزرگ یهود و به صرافان مشغول به کار در درون معبد به دلیل آلوده کردن این مکان مقدس حمله می‌کند. هم رهبران یهودی که متوجه می‌شوند که عیسی قدرت آنها را تهدید می‌کند و هم رومی‌ها، که می‌ترسند عیسی کاریزمای رهبری یک قیام چریکی علیه روم امپراتوری را داشته باشد، او را تحت نظر می‌گیرند. عیسی در باغ جتسیمانی به دستور قیافا دستگیر می‌شود و سپس توسط فرماندار رومی محاکمه و به صلیب کشیده می‌شود.
هنگامی که فرماندار روم در یهودیه برای اولین بار در حدود سال ۳۰ پس از میلاد، امپراتور روم را از وجود مسیحیت در یهودیه روم آگاه کرد، امپراتور تیبریوس (حکومت ۱۴ تا ۳۷ میلادی) هیچ کاری برای جلوگیری از آن انجام نداد. امپراتور تیبریوس که فکر می‌کرد این فرقه ممکن است دین همیشه آزاردهنده یهودیان را تضعیف کند، از سنای روم خواست که ایمان مسیحی را قانونی کند و عیسی را خدای رومی معرفی کند. اما سنای روم نپذیرفت. در عوض، مسیحیت را به عنوان یک «خرافات غیرقانونی»، پیروی از آن را جرم تحت قوانین روم اعلام کرد. اگرچه مسیحیت اکنون رسماً غیرقانونی بود، تیبریوس همچنان امیدوار بود که این فرقه مذهبی جدید به هدف او برای آرام کردن امپراتوری کمک کند. در نتیجه، به مقامات رومی دستور داد که در دین جدید دخالت نکنند، سیاستی که حدود ۳۰ سال تا زمان نرون ادامه داشت.

## دلایل، علل و عوامل مؤثر

### دلایل
شروین وایت گزارش می‌دهد که بحث جدی در مورد دلایل آزار و شکنجه مسیحیان توسط رومیان در سال ۱۸۹۰ آغاز شد، ۲۰ سال مناقشه ادامه داشت و سه نظر اصلی به وجود آمد: اول، این نظریه توسط اکثر محققان فرانسوی و بلژیکی ارائه شد که در روم یک قانون کلی وجود داشت که دقیقاً تنظیم شده بود و برای تمامی امپراتوری معتبر بود، که اجرای دین مسیحی را ممنوع می‌کرد. منشأ آن بیشتر به نرون نسبت داده می‌شود، اما گاهی به
دومیتیان (حکومت ۸۱–۹۶ میلادی). شروین وایت می‌افزاید که این نظریه ممکن است آزار و شکنجه در رم را توضیح دهد، اما در استان‌ها نمی‌تواند آن را توضیح دهد.: ۱۹۹ 
نظریه دوم که از دانشمندان آلمانی سرچشمه گرفته‌است، نظریه «اجبار و تهدید» (محدود کردن) است و بر این باور است که مسیحیان توسط فرمانداران رومی به علت تمایل آنان به برقراری نظم مجازات می‌شدند، زیرا مسیحیان را فرقه بیگانه ای را معرفی کرده بودند که باعث «ارتداد ملی» [و] ترک دین سنتی روم می‌شد. به نظر می‌رسد همه معتقدان به این نظریه این رویه آزار و اذیت را به عنوان یک اقدام مستقیم پلیسی، یا تفتیش عقاید علیه بدکاران برجسته، دستگیری و مجازات، بدون اشکال عادی محاکمه در نظر می‌گیرند.: ۱۹۹ 
نظریه سوم اظهار داشت که مسیحیان به دلیل جرایم جنایی خاص مانند کودک‌کشی، زنای با محارم، جادو، تجمع غیرقانونی و خیانت - اتهامی مبتنی بر امتناع آنها از پرستش الوهیت امپراتور روم، تحت تعقیب قرار می‌گیرند. شروین وایت می‌گوید: این نظر سوم معمولاً با نظریه «اجبار و تهدید» ترکیب شده‌است، اما برخی از محققان تمام آزار و اذیت مسیحیان را به یک اتهام مجرمانه، به ویژه خیانت، یا تجمع غیرقانونی، یا معرفی فرقه بیگانه نسبت می‌دهند.: ۱۹۹  علیرغم اینکه شایعات مخربی وجود داشته‌است، این نظریه کمترین مورد را در بین این سه مورد توسط تحقیقات بعدی تأیید کرده‌است.: ۲۰۲ 
مطالب مربوط به آزار و اذیت مداوم عمدتاً از دو اثر نوشته شده در اوایل قرن چهارم پس از میلاد نشأت می‌گیرد: «درباره مرگ‌های آزاردهندگان» توسط لاکتانتیوس، استاد مسیحی زبان لاتین، و «تاریخ کلیسا (یوسبیوس)»، نوشته اسقف یوسبیوس قیصریه، این نویسندگان در دوره سلطنت کنستانتین بزرگ، اولین امپراتور مسیحی زندگی می‌کردند و خود را موظف کردند تا تاریخ رنج مسیحیان را تا زمان خود با شکوه ترسیم کنند. در هر دو اثر آنها، شکنجه و اعدام مسیحیان در قرون گذشته با ارادهٔ امپراتورهایی که تحت رهبری آنها اتفاق افتاده‌است مرتبط است. اما نظر پژوهشگران این است که مجازات مسیحیان در سه قرن اول پس از میلاد عمدتاً تصادفی بوده و توسط سیاست امپراتوری هدایت نشده‌است.

### علل اجتماعی و مذهبی

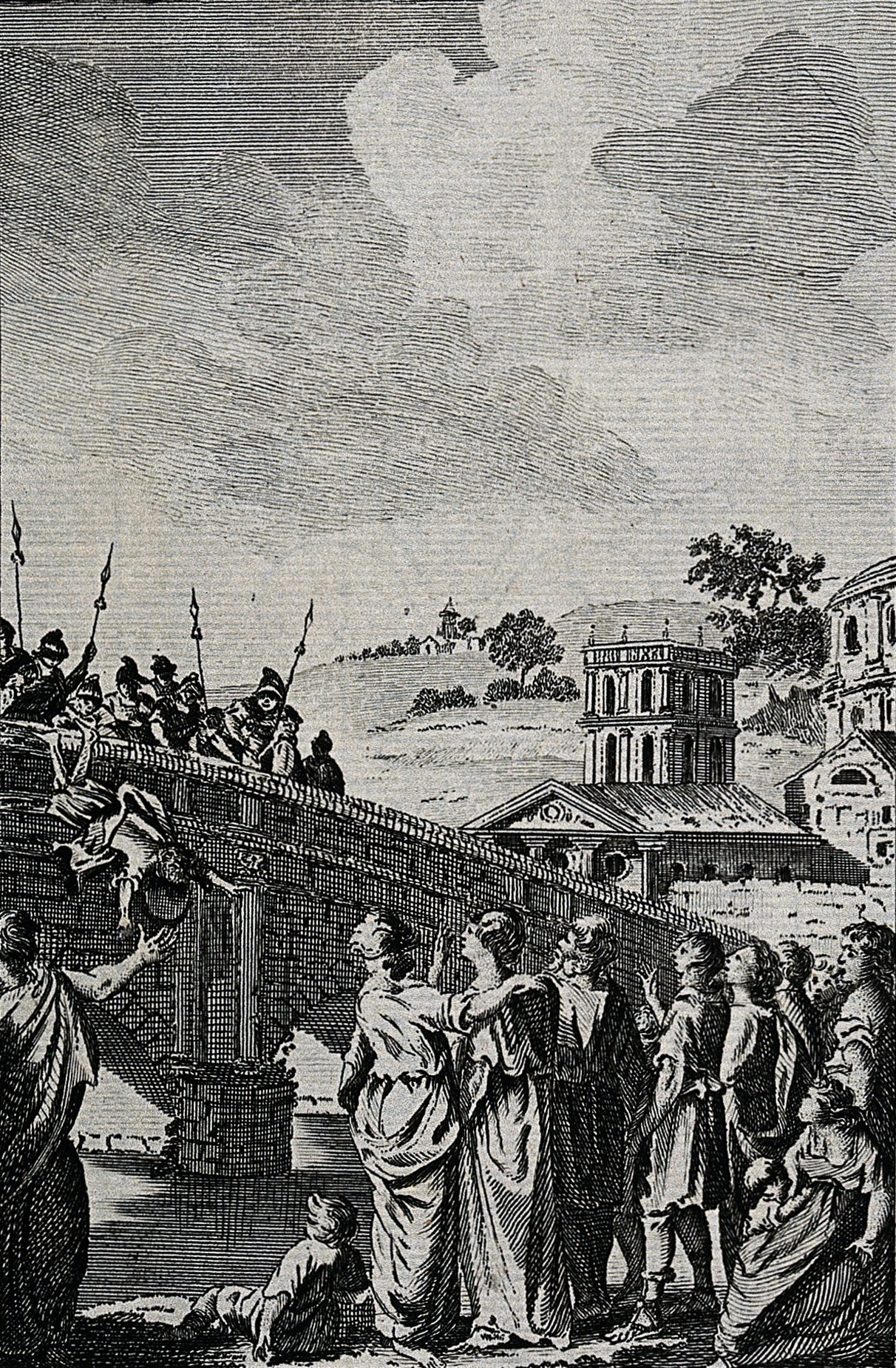
شهادت کالپودیوس

#### تضاد ایدئولوژیک
جوزف پلشیا، استاد بازنشسته کلاسیک، می‌گوید که آزار و شکنجه ناشی از یک درگیری ایدئولوژیک بوده‌است.: 120  رومیان سزار را خدایی می‌دانستند. مسیحیان فقط یک الوهیت را می‌توانستند بپذیرند و آن سزار روم نبود.: 23 : 60  کایرنز تضاد ایدئولوژیک را اینگونه توصیف می‌کند: «حاکمیت انحصاری مسیح با ادعاهای سزار در مورد انحصاری خود در تضاد بود. حاکمیت.»: 87 
در این برخورد ایدئولوژی‌ها، «یک مسیحی عادی تحت تهدید دائمی نکوهش و امکان محاکمه در مورد اتهام‌های هزینه‌های سرمایه می‌کرد».: 316 

جوزف برایانت ادعا می‌کند که اینطور نیست برای مسیحیان آسان است که دین خود را پنهان کنند و تظاهر به رومانیتاس کنند، زیرا چشم پوشی از دنیا جنبه ای از ایمان آنها بود که مستلزم «عدم انحراف از هنجارها و تعقیب‌های مرسوم» بود. مسیحی معیارهای اخلاقی دقیقی داشت که شامل پرهیز از تماس با کسانی بود که هنوز در اسارت شریر بودند. زندگی به عنوان یک مسیحی مستلزم شجاعت روزانه بود، «با انتخاب رادیکال مسیح یا جهان به روش‌های بی شماری بر ایمانداران تحمیل شده‌است».: 316 
 «حضور مسیحیان در جشنواره‌های مدنی، بازی‌های ورزشی، و نمایش‌های تئاتری با خطراتی همراه بود، زیرا علاوه بر «دیوانگی گناه‌آمیز» و «فساد» برانگیخته شد. هر کدام به افتخار خدایان بت‌پرست برگزار می‌شد. مشاغل و مشاغل مختلف با اصول مسیحیت ناسازگار تلقی می‌شد که مهم‌ترین آنها خدمت سربازی و مناصب دولتی، ساخت بت‌ها و البته همه کارهایی که فرهنگ شرک را تأیید می‌کرد مانند موسیقی، بازیگری. و تدریس در مدرسه (ر.ک. هیپولیتوس، سنت رسولی ۱۶). حتی استفاده از جواهرات و لباس‌های خوب نیز توسط اخلاق‌گرایان مسیحی و مقامات کلیسایی، مانند استفاده از لوازم آرایشی و عطر، به شدت مورد قضاوت قرار گرفت.: 316 
در رم، از شهروندان انتظار می‌رفت که وفاداری خود را به رم با شرکت در آیین‌های مذهبی دولتی که روزهای جشن، دسته‌ها و هدایای متعددی در طول سال داشت، نشان دهند.: 84–90  مسیحیان به سادگی نمی‌توانستند، و بنابراین آنها به عنوان متعلق به یک دین غیرقانونی که ضد اجتماعی و خرابکارانه بود.: 87 : 60 

#### خصوصی‌سازی
مک‌دونالد توضیح می‌دهد که خصوصی‌سازی دین عامل دیگری در آزار و اذیت بود، زیرا «مسیحیان فعالیت‌های خود را از خیابان‌ها به حوزه‌های خلوت‌تر خانه‌ها، مغازه‌ها و آپارتمان‌های زنان منتقل کردند… قطع کردن روابط عادی بین دین، سنت و نهادهای عمومی مانند شهرها و ملل".<
: 119 
مک‌دونالد می‌افزاید که مسیحیان گاهی اوقات «شب‌ها، مخفیانه با هم ملاقات می‌کردند، و این نیز باعث ایجاد سوء ظن در میان جمعیت پاگان که به مذهب به عنوان یک رویداد عمومی عادت کرده بودند؛ شایعات فراوان بود: 120, 121  که مسیحیان مرتکب «جنایت ظالمانه»، «شرارت»، و «اعمال شیطانی» می‌شدند. آدم‌خواری و زنا با محارم (به عنوان ضیافت‌های توئستس و آمیزش ادیپودی) - به دلیل اعمال شایعه آنها در خوردن "خون و بدن" مسیح و به یکدیگر به عنوان "برادران" و "خواهران" اشاره می‌کنند.": 128 

#### شمولیت

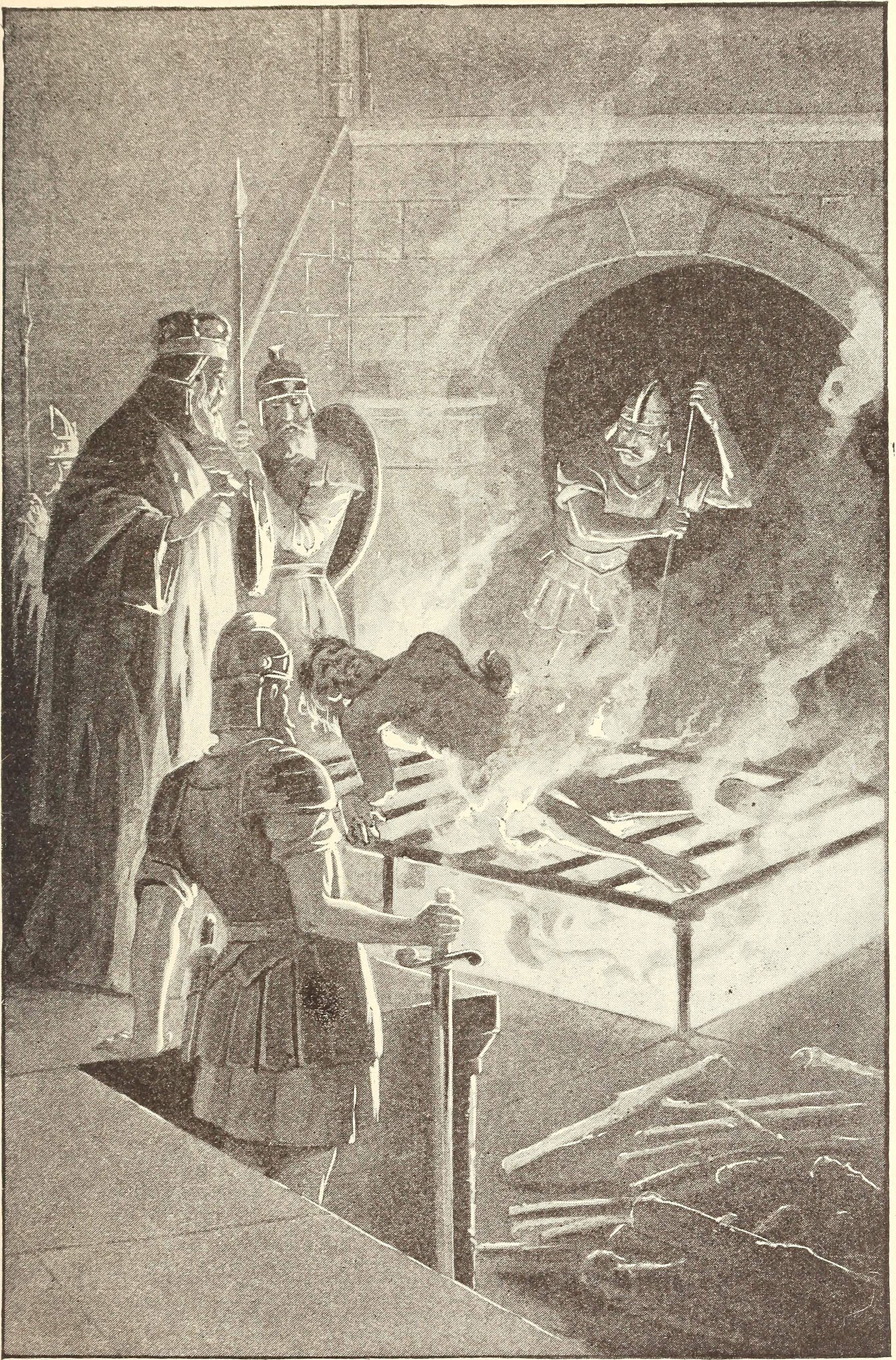
Martyrdom of Saint Lawrence (Christian heroes and martyrs, 1895)

جوامع مسیحی اولیه از نظر طبقه‌بندی اجتماعی و سایر مقولات اجتماعی بسیار فراگیر بودند، بسیار بیشتر از انجمن‌های داوطلبانه روم.: 79 ناهمگونی مشخصه گروه‌های تشکیل شده توسط پولس رسول بود و نقش زنان بسیار بیشتر از هر یک از اشکال یهودیت یا بت‌پرستی موجود در آن زمان بود.<: 81  به مسیحیان اولیه گفته می‌شد که دیگران را دوست داشته باشند، حتی دشمنان را، و مسیحیان از هر طبقه و نوع یکدیگر را «برادر» و «خواهر».: 88–90  این شامل بودن طبقات و پیشینه‌های اجتماعی مختلف از باورهای مسیحیت اولیه در اهمیت انجام کار تبلیغی ناشی می‌شود. در میان یهودیان و غیریهودیان به امید تبدیل شدن به شیوه جدید زندگی مطابق با معیارهای انجیل ("مرقس ۱۶:۱۵–۱۶، غلاطیان ۵:۱۶–۲۶"). این امر توسط مخالفان مسیحیت به عنوان یک "اخلالگر و مهم‌تر از همه، یک تهدید رقابتی برای نظم سنتی طبقاتی/جنسیتی جامعه روم" تلقی شد.: 120–126 

#### انحصار
ادوارد گیبون استدلال می‌کرد که گرایش نوکیشان مسیحی به کنار گذاشتن خانواده و کشورشان (و پیش‌بینی‌های مکرر آنها از بلایای قریب‌الوقوع)، باعث ایجاد احساس دلهره در همسایگان چندخداپرستشان شد. او نوشت:
مسیحیان با پذیرش ایمان انجیل به گناهی غیرطبیعی و غیرقابل بخشش متحمل شدند. آنها پیوندهای مقدس عرف و تعلیم و تربیت را منحل کردند، نهادهای مذهبی کشورشان را زیر پا گذاشتند، و با گستاخی هر آنچه را که پدرانشان آن را درست می‌دانستند یا مقدس می‌دانستند، تحقیر می‌کردند.

#### رد بت‌پرستی
بسیاری از مشرکان بر این باور بودند که اگر خدایان بت‌پرست به درستی مورد احترام قرار نگیرند، اتفاقات بدی رخ خواهد داد. بارت ارمن می‌گوید: «در پایان قرن دوم، دفاعیات مسیحی ترتولیان از این تصور گسترده شکایت کرد که مسیحیان سرچشمه همه بلاهایی هستند که خدایان بر ضد نژاد بشر آورده‌اند.»
 آنها فکر می‌کنند مسیحیان عامل هر بلای عمومی، هر مصیبتی که مردم با آن روبرو می‌شوند، هستند. اگر رود تیبر طغیان می‌کند و به بلندی دیوارهای شهر بالا می‌رود، اگر رود نیل آب‌های خود را بر مزارع نمی‌فرستد، اگر آسمان باران نمی‌بارد، اگر زلزله‌ای رخ می‌دهد، اگر قحطی یا طاعون رخ می‌دهد، بلافاصله فریاد می‌زند: «مسیحیان به سوی شیرها»

#### هویت رومی
مذهب رومی تا حد زیادی تعیین‌کننده «رومی بودن» بود.: 31 
: 22  امتناع مسیحیان از قربانی کردن برای خدایان رومی به عنوان یک عمل مخالفت با این شخصیت فرهنگی و سیاسی و ماهیت خود رم تلقی شد. مک مولن از اوزبیوس نقل می‌کند که نوشته‌است مشرکان «کاملاً خود را متقاعد کرده‌اند که به درستی عمل می‌کنند و ما مرتکب بزرگ‌ترین بی تقوایی هستیم».<ref: 2 
: 2  به گفته ویلکن، «جهان بینی شرک آلود رومیان آنها را به درک امتناع از پرستش خدایان دولتی، حتی به صورت نمادین، متمایل نکرد.» مک مولن توضیح می‌دهد که این بدان معناست که مسیحیان به‌طور مداوم در حالت تدافعی بودند و اگرچه آنها با توسل به فلسفه و عقل و هر چیزی که فکر می‌کردند ممکن است در برابر «تا پاتریا» (آداب و رسوم اجدادی) باشد، پاسخ دادند، اما نتوانستند دین روم را اجرا کنند و به دین خود ادامه دهند.: 2  آبل بیبلیوویچ می‌گوید که در میان رومی‌ها، "تعصب چنان غریزی شد که در نهایت، صرف اعتراف به نام "مسیحی" می‌تواند زمینه کافی برای اعدام باشد. 

### عوامل کمک کننده

#### نظام حقوقی روم

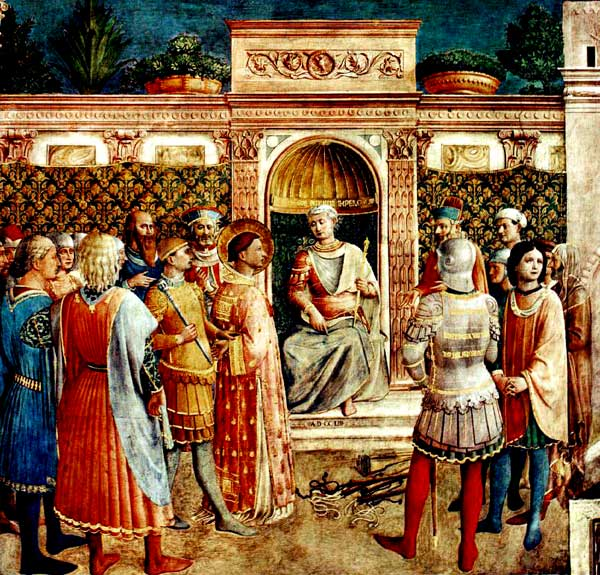
محکومیت سنت لورنس توسط امپراتور والرین (نقاشی از فرا آنجلیکو، حدود ۱۴۵۰)

مورخ جویس ای. سالزبری اشاره می‌کند که ماهیت تصادفی آزار و شکنجه‌ها بین سال‌های ۶۴ و ۲۰۳ به بحث‌های زیادی در مورد اینکه چه چیزی مبنای قانونی آزار و شکنجه را تشکیل می‌داد، انجامیده‌است و پاسخ تا حدودی مبهم باقی مانده‌است  ... کاندیدا ماس می‌گوید شواهد کمی وجود دارد که در این شهادت‌ها قانون روم معیار بوده باشد. مورخ جوزف پلشیا اظهار می‌دارد که اولین مدرک قانون روم در مورد مسیحیان، شواهد تراژان است. : ۴۹, ۱۲۱  تیموتی بارنز استدلال می‌کند که هیچ قانون رومی در مورد مسیحیان قبل از دقیانوس و قرن سوم وجود نداشته‌است. بارنز موافق است که واقعیت اصلی مبنای حقوقی آزار و شکنجه، رونوشت تراژان به پلینی است. پس از بازنویسی تراژان، (اگر نه قبل از آن)، مسیحیت در یک دسته خاص به جرم تبدیل شد.: 50 

### بحران قرن سوم
مورخان ۵۰ سال از ۲۳۵ تا ۲۸۴ پس از میلاد را بحران قرن سوم می‌نامند. در واقع زمان بسیار بدی بود که به نظر می‌رسید امپراتوری در حال فروپاشی است و وجود آن در خطر جدی قرار داشت. امپراتوری تکه‌تکه شد. با جنگ‌های داخلی منجر به دو دولت جدا شده، یکی در شرق و دیگری در غرب. علاوه بر این، بلایای طبیعی نیز تلفات ویرانگری داشته‌است. یک بیماری همه گیر جمعیت زیادی از برخی شهرهای بزرگ را از بین برد. خشکسالی به‌طور جدی بهره‌وری کشاورزی مورد نیاز را کاهش داد. در نتیجه، فاجعه اقتصادی به دنبال داشت. بدتر از آن، در همان زمان، تهاجمات بربرها به مرزها افزایش یافت و تهدیدی برای تأثیرگذاری بر هسته امپراتوری بود.
در داخل نیز هرج و مرج سیاسی کامل وجود داشت. این نیم قرن شاهد ترورهای مکرر امپراتورها و غاصب بود که ۲۱ امپراتور منصوب مشروع و ۳۸ غاصب داشتند. کسی نبود که امپراتوری را به اندازه کافی طولانی یا به اندازه کافی شایستگی رهبری کند که بتواند در میان مجموعه ای از شرایط فوق‌العاده ویرانگر ثبات ایجاد کند. ناکامی‌ها و شکست‌های رومیان این ظن را در بین مردم به وجود آورده بود که خدایان از آنها به خوبی حمایت نمی‌کنند و میل به پیدا کردن یک راه نجات تازه رواج پیدا کرده بود بنابراین به‌طور پنهانی اربابان شروع به پیوستن به بردگان خود و شوهران شروع به پیوستن به زنان خود کردند.

### نارضایتی خدایان
با چالش این دین نو، این احساس رو به رشد بود که خدایان رومی ناراضی هستند. البته دلایل زیادی برای این بلایای مختلف وجود داشت اما بسیاری از مردم باستان به دین متوسل شدند و عقیده داشتند که دلیل بلاها از بالاست، خدایان خوشحال نیستند هرچند مشخص نیست که اکثر اعضای نخبه اشراف، از جمله امپراتوران روم، شخصاً چنین اعتقادی داشتند. برخی تقریباً به‌طور قطع آن را خرافات بی‌اساس می‌دانستند اما یا به دلیل اعتقادهای مذهبی شخصی خود، یا به دلیل اینکه آنها فایده سیاسی پذیرش چنین مفروضی و برداشت‌های گسترده را می‌دیدند، منجر به آزار و اذیت نسبتاً جدی مسیحیان شد که بسیاری از پوپولیست‌ها تصور می‌کردند که بخشی از مصیبت‌ها به خشم خدایان از وجود مسیحیان سرچشمه می‌گیرد.

## آزار و شکنجه نرون
در شب ۱۸ ژوئیه سال ۶۴ پس از میلاد، آتش‌سوزی بزرگ رم رخ داد. آتش به سرعت گسترش یافت و به مدت شش روز بخش اعظم شهر از جمله کاخ امپراتور نرون را دربر گرفت. بلافاصله شایعه ای منتشر شد مبنی بر اینکه خود نرون با هدف به دست آوردن فضای خالی برای ساختن یک قصر جدید موجب این آتش‌سوزی شده‌است. او تقریباً به‌طور قطع مسئولیت این آتش‌سوزی را بر عهده نداشت. با این وجود، مردم رم او را گناهکار می‌دانستند. نرون از ترس اینکه اوباش رومی به او حمله کنند، به دنبال پیدا کردن مسئول برای وقوع این آتش‌سوزی گشت. او به یک اقلیت کوچک مذهبی غیرمحبوب یعنی مسیحیان اشاره کرد.
مسیحیان هدف آسانی برای قربانی شدن بودند. مردم عادی روم شایعات مربوط به مسیحیان را باور می‌کردند. برخی فکر می‌کردند که مسیحیان آدمخواری می‌کنند زیرا مراسم عشای ربانی از ایمانداران می‌خواست که به‌طور نمادین گوشت و خون مسیح را بخورند. برخی دیگر معتقد بودند که مسیحیان زنای محارم را به این دلیل انجام می‌دهند که محبت به برادران و خواهران خود را موعظه می‌کنند. بسیاری بر این باور بودند که مسیحیان از انسانیت متنفرند زیرا اسرار خود را حفظ می‌کردند و از زندگی عادی اجتماعی کناره می‌گرفتند. بسیاری از مشرکان می‌ترسیدند که خدایان خشمگین شوند و مردم روم را مجازات کنند زیرا مسیحیان از شرکت در مراسم مذهبی قدیمی خودداری می‌کردند. این ترس‌ها و شایعات به نرون کمک کرد تا افکار عمومی را به سمت سرزنش مسیحیان به جای او برای آتش‌سوزی بزرگ رم سوق دهد. آزارهای اولیه به صورت پراکنده، ناشی از شرایط محلی و وابسته به نگرش فرماندار بود. علت اساسی آزار و شکنجه، پرستش نکردن خدایان توسط مسیحیان بود همان خدایانی که اعتقاد بر این بود که لطف آنها باعث موفقیت امپراتوری شده‌است.
از آنجایی که دین مسیحیت هنوز غیرقانونی بود، دستور دستگیری، محاکمه و اعدام دسته جمعی آسان بود. شهدای مسیحی متحمل مرگ‌های وحشتناکی شدند. برای سال‌های متمادی، مسیحیان با این ابهام زندگی می‌کردند که هر لحظه ممکن است آزار و شکنجه دیگری رخ دهد. در سال ۱۱۰، امپراتور تراژان تلاش کرد تا بین اقلیت رو به رشد مسیحی و مشرکان رومی که خواستار نابودی فرقه مذهبی غیرقانونی بودند، به سازش برسد. اگرچه تراژان اجازه دستگیری مسیحیان را صادر کرد، اما جستجوی عمومی برای جستجوی آنها را ممنوع کرد و به مقامات رومی دستور داد که فعالانه در اجتماعات مسیحی دخالت نکنند. برای بیش از ۱۰۰ سال، مسیحیان دین خود را آشکارا و با اندک مانعی از سوی مقامات رومی در هر نقطه از امپراتوری موعظه کردند و عمل کردند. سیستم جاده‌های عالی رم به مسیحیان کمک کرد تا انجیل را در سراسر امپراتوری گسترش دهند. و گشودگی مسیحیان به مردم از همه گروه‌ها و طبقات به آنها کمک کرد تا نوکیشان زیادی پیدا کنند اما در سال ۲۵۰ امپراتور دسیوس (دقیانوس) تلاش کرد تا دین پیگنیسم روم را احیا کند و مسیحیان را مورد آزار و اذیت قرار دهد.

## آزار و اذیت دقیانوس
اولین امپراتور روم که سیاستی را اتخاذ کرد که منجر به عواقب جدی برای مسیحیان شد، دقیانوس امپراتور روم در سال‌های ۲۴۹ تا ۲۵۱ پس از میلاد بود. این اغلب «آزار و اذیت دسیوس» نامیده می‌شود. دسیوس در سال ۲۴۹ در نتیجه پیروزی‌های نظامی به امپراتور روم تبدیل شد. او برای احیای «عصر طلایی» روم تلاش می‌کرد. احیای تقوا و خداترسی سنتی رومی از دیگر اهداف او بود و پس از انجام قربانی سالانه برای خدای رومی
ژوپیتر در ۳ ژانویه ۲۵۰، او فرمانی صادر کرد که متن آن گمشده است و دستور می‌دهد همه در قربانی‌هایی برای خدایان در سراسر امپراتوری انجام دهند. یهودیان به‌طور خاص از این شرط مستثنی بودند. ژولیوس سزار سیاستی را تدوین کرده بود که به یهودیان اجازه می‌داد از اعمال مذهبی سنتی خود پیروی کنند، سیاستی که توسط آگوستوس دنبال شد و گسترش یافت. این امر به یهودیت جایگاه «مذهب مجاز» (مذهب تأیید شده) در سراسر امپراتوری داد.
مقامات رومی به سنت در دین احترام می‌گذاشتند و یهودیان از اعتقادات و اعمال اجداد خود پیروی می‌کردند. در روم به خوبی درک شده بود که یهودیان برای خدایان رومی قربانی نمی‌کردند یا در مقابل تصویری از امپراتور بخور نمی‌سوزانند. در مقابل، مسیحیان پدیده ای جدید بودند و از نظر مقامات رومی اصلاً دینی به نظر نمی‌رسید. در هر دو اولین ارجاعات رومی موجود به مسیحیت، پلینی جوان و تاسیتوس (تاریخ‌نگار) در سالنامه (تاسیتوس) حدود ۱۱۶، به مسیحیت به عنوان فرقه‌ای افراطی و خارج از سنت دین‌داری که مخل اجتماعی است، اشاره کرده‌است. مسیحیان دین نیاکان خود را رها کرده بودند و به دنبال تغییر دین دیگران بودند که برای رومیان خطرناک به نظر می‌رسید. امتناع از قربانی کردن برای رفاه امپراتور فتنه‌انگیز به نظر می‌رسید.

## آزار و اذیت بزرگ دیوکلتیان
در سال ۲۹۷، امپراتور دیوکلتیان آخرین آزار و شکنجه وحشتناک مسیحی را آغاز کرد. دیوکلتیان در زمان بحران به قدرت رسیده بود. قیمت کالاها به سرعت در حال افزایش بود، قبایل آلمانی بخش غربی امپراتوری را تهدید می‌کردند و امپراتوری ایران در شرق حمله می‌کرد. دیوکلتیان با جسارت حرکت کرد. او کنترل قیمت را تعیین کرد. او حجم ارتش را دو برابر کرد. برای اداره آسانتر امپراتوری، او آن را به دو بخش تقسیم کرد: شرق یونانی زبان و غرب به زبان لاتین.
دیوکلتیان که به وفاداری مسیحیان به دولت روم مشکوک بود، شروع به آزار و اذیت آنها کرد. او از همه سربازان مسیحی خواست که از ارتش روم استعفا دهند. او تجمع برای عبادت مسیحی را ممنوع کرد و دستور داد کلیساها و نوشته‌های مقدس را تخریب کنند. اعضای مسیحی دولت شکنجه و اعدام شدند. فرمان‌های دیگری نیز به دنبال داشت که قیام‌های مسیحی در بخش‌های شرقی امپراتوری رخ داد، جایی که مسیحیت قوی‌ترین بود. اسقف‌ها و کشیشان دستگیر، شکنجه و به شهادت رسیدند. در سال ۳۰۴، روم فرمان داد که همه مسیحیان برای خدایان پاگان قربانی کنند یا با مرگ روبرو شوند.
پس از بازنشستگی دیوکلتیان در سال ۳۰۵، جنگ داخلی برای تعیین جانشین او درگرفت. تقریباً یک دهه ادامه داشت. با این حال، آزار مسیحیان ادامه یافت. گالریوس، جانشین منتخب دیوکلتیان، از مسیحیان متنفر بود و جنگی برای نابودی آنها در امپراتوری شرقی ترتیب داد. جمعیت در عرصه‌های رومی فریاد می‌زدند: "بگذارید مسیحیان نباشند!" گالریوس وقتی دید که تلاش‌های او برای از بین بردن دین مسیحیت ناکام مانده‌است، ناامید شد.

## پایان آزار و اذیت
گالریوس که بر اثر سرطانی که به معنای واقعی کلمه بدنش را پوسیده بود، مرد، آزار و شکنجه را در سال ۳۱۱ به حالت تعلیق درآورد. سپس از مسیحیان درخواست کرد که برای سلامتی او دعا کنند. کنستانتین بزرگ که برای کنترل امپراتوری غرب می‌جنگید، این تصور را داشت که اگر زیر علامت صلیب بجنگد، در یک نبرد مهم پیروز خواهد شد. او خواست که سپر سربازانش را با صلیب علامت گذاری کنند و آنها را به جنگ فرستاد. هنگامی که آنها پیروز شدند، کنستانتین از حامیان جدی مسیحیت شد. کنستانتین به عنوان امپراتور جدید از جنگ داخلی بیرون آمد. در سال ۳۱۳، او اعلام کرد که هر فردی آزاد است «در پیروی از دینی که خود انتخاب می‌کند.» در زمان کنستانتین، مسیحیت به دین غالب تبدیل شد. در سال ۳۹۵، امپراتور تئودوسیوس یکم مسیحیت را به عنوان دین دولتی جدید روم معرفی کرد. مسیحیان که مدتها در حالت تدافعی بودند، به حمله به پیگن‌ها روی آوردند. آنها معابد را بستند و قربانی کردن برای خدایان رومی پاگان را ممنوع کردند. آنها حتی برخی از جشن‌های پاگان را به جشن‌های مسیحی تبدیل کردند. به عنوان مثال، کلیسا روز تولد خدای خورشید را در ۲۵ دسامبر به جشن میلاد مسیح تغییر دادند.